# イスラエル自然・公園局

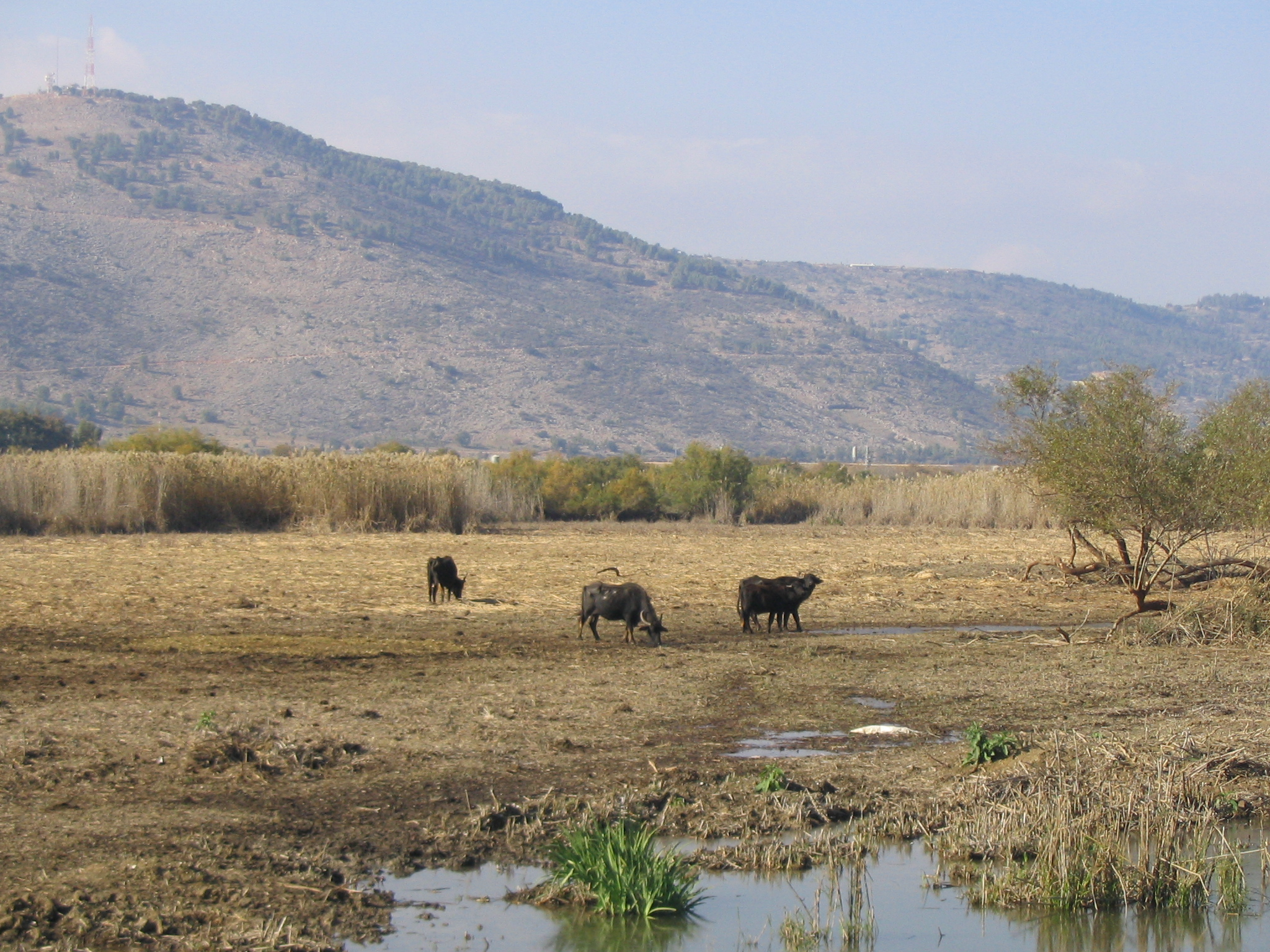
フラ渓谷 （Hula Valley）自然保護区

イスラエル自然・公園局（ヘブライ語：רשות הטבע והגנים: Rashut Hateva Vehaganim, 英語：Israel Nature and Parks Authority）は、イスラエル政府による自然保護区及び国立公園を管轄する機関

## 管轄地域
- 国立公園：66
- 自然保護区：230

### 区分
- ゴラン高原, ガリラヤ湖, ガリラヤ
- 下ガリラヤ（Lower Galilee）、谷地
- カルメル山、中央イスラエル、沿岸部
- ユダヤ砂漠（Judean Desert）、 死海
- ネゲヴ
- エイラート、アラバ（Arava）

## 参照・外部リンク
- (ヘブライ語＆英語、英語版は音楽が出るので注意)